# 1936年夏季奥林匹克运动会
第十一届夏季奥林匹克运动会（英語：the Games of the XI Olympiad），一般稱為柏林奧運，于1936年8月1日至8月16日在德國柏林举行。

## 背景
申请主办这届奥运会的城市有：
柏林、巴塞罗那、亞歷山卓、布达佩斯、布宜諾斯艾利斯、科隆、都柏林、法兰克福、赫尔辛基、洛桑、纽伦堡、里约热内卢和罗马。
| 城市           | 國家   | 票數 |
| 柏林           | 德國   | 43   |
| 巴塞罗那       | 西班牙 | 16   |
| 亞歷山卓       | 埃及   | 0    |
| 布达佩斯       | 匈牙利 | 0    |
| 布宜诺斯艾利斯 | 阿根廷 | 0    |
| 科隆           | 德国   | 0    |
| 都柏林         | 爱尔兰 | 0    |
| 法兰克福       | 德国   | 0    |
| 赫尔辛基       | 芬兰   | 0    |
| 洛桑           | 瑞士   | 0    |
| 纽伦堡         | 德国   | 0    |
| 里约热内卢     | 巴西   | 0    |
| 罗马           | 意大利 | 0    |

## 焦点

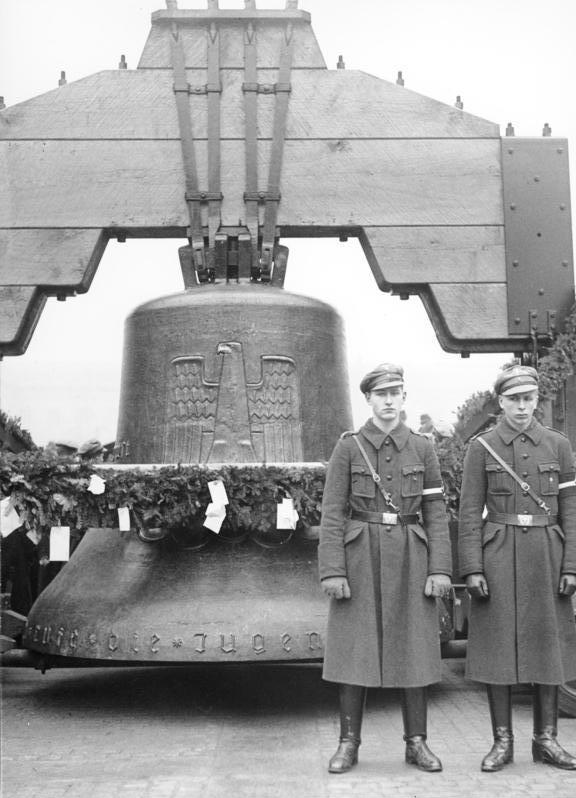
奥林匹克鐘

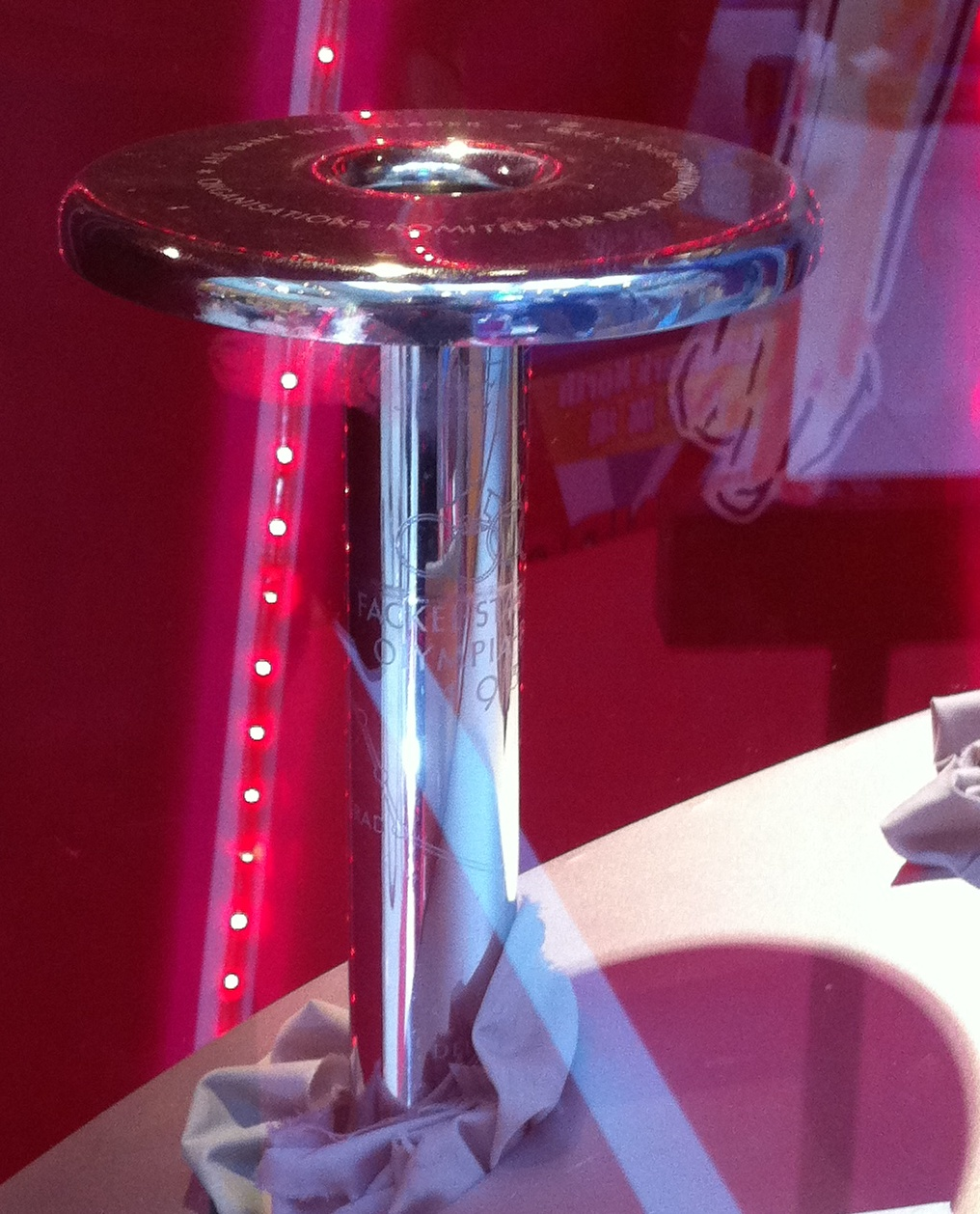
1936年夏季奧運會火炬

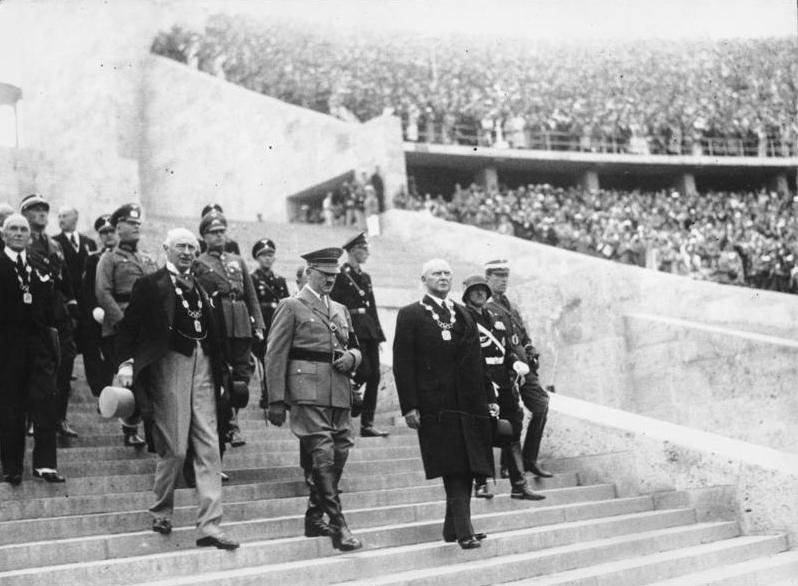
開幕式上的阿道夫·希特勒

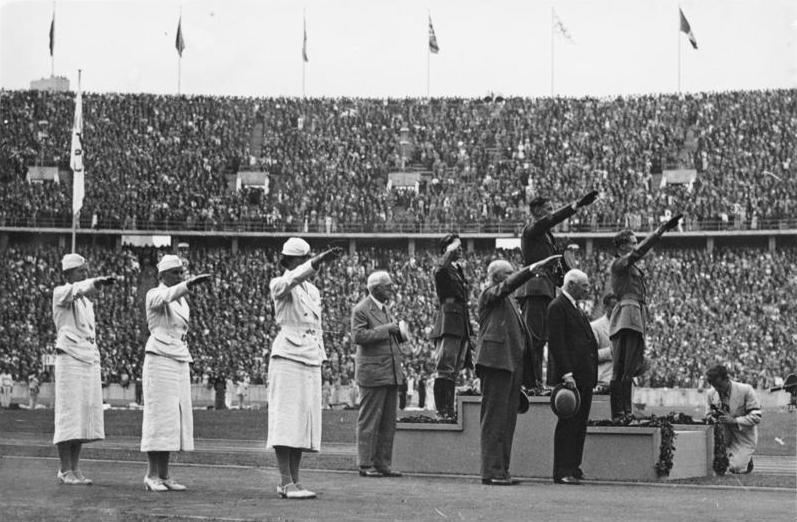
開幕式上參加人員行納粹禮

- 国际奥委会1932年將1936年奧運會會址定於柏林，當時希特勒的納粹黨尚未執政且反對奧運會，宣稱「奧運會是猶太人和和平主義者玩的花樣，德國運動員和黑人同場競技有損日耳曼民族的尊嚴。」國際奧會成立代表團，前往柏林調查該城市是否具備舉辦奧運會的條件；調查團抵達德國時，正好趕上1933年納粹党上臺執政，希特勒一反先前態度並宣佈「全力支援奧運會」。为此，希特勒下令政府撥款二千萬馬克（合當時八百萬美元）資助柏林奧運，在柏林修建可容納十萬人的德意志体育场。政府要求藝術家在體育宣傳畫中，展現雅利安人種的發達肌肉和英雄般的力量，強調 “雅利安人種優勢論”，奧運成了希特勒和納粹宣傳其政治主張的舞台。1954年，国际奥委会專門發表聲明，就當年的錯誤選擇向公眾道歉。
  - 據西德奥委会主席維利道默（當年參加籃球比賽）的回忆，他永遠記得在帝國總理府舉行的盛大慶功會上希特勒的演講：「到1940年，奧運會將在東京舉行，我們要用我們的飛艇把數以千計的德國觀眾和體育迷送去給你們捧場。然後從1944年以後，奧運會將永遠在柏林舉行。」
- 第一次透過电视播放奥运会和第一次大會開幕式表演，柏林奧運也是日後歷屆奧運以火炬接力跑方式傳遞聖火的起源，以往只是在希臘採集聖火，但沒有用人進行傳遞。據IOC資料，柏林奧運的聖火從希臘傳經保加利亞、南斯拉夫、匈牙利、奧地利、捷克斯洛伐克，最終到達德國。1936年7月20日正午，於希臘奧林匹亞運動場舉行點火儀式，以凸透鏡借助太陽光點燃火種，再交由火炬接力隊員一路傳送至大會場中。点燃奥林匹克圣火由本屆開始被寫入奥委会规定，成為開幕儀式之一，此後這項火炬接力便成奧運傳統習慣，往後各屆奧運主辦國無不大花心思來為聖火點燃儀式翻新花樣。
- 国际奥委会在开赛之前，驱逐了一名号召全球运动员抵制本届奥运会的德裔美國人、奧委會委員欧内斯特·李·杨克（英语：Ernest L. Jahncke）。之后，支持本届奥运会的美国奥委会主席艾弗里·布伦戴奇用另外一名运动员顶替了杨克的位置。
- 美國黑人選手杰西·欧文斯在柏林奧運以百米以10秒3奪冠、跳遠以8米06摘金、200米以20秒7折桂、4×100米接力和隊友合力以39秒8加冕，共計四枚金牌讓這位黑人選手以傑出的運動才能在全世界面前擊碎了“雅利安人種優越論”。
- 萊尼·里芬斯塔爾拍攝記錄柏林奧運的《奥林匹亚》電影（Olympia）。對於這部電影是否應與其較早拍攝的納粹黨集會紀錄電影《意志的勝利》一樣，歸類為納粹宣傳影片有許多爭論。這部影片獲得1938年威尼斯電影節最佳影片獎。
- 原預定1940年配合日本皇紀2600年，由日本東京及札幌分別舉辦夏季及冬季奧運，但因侵华戰爭擴大及日本軍部反對，於1938年日本政府交還主辦權，1944年亦因二戰停辦，使柏林奧運成為1945年二戰結束前最後一屆奧運。
- 中國由王正廷和马约翰领队，共派出69名运动员，参加了田径、游泳、举重、拳击、自行车、篮球和足球六大项比赛，另附武术表演队和体育考察团[2]。由於長達一個月的舟車勞頓，運動員途中體力消耗極大，表现均欠于国内水平。除符保卢闯入撑竿跳高的决赛外，均未得到複賽資格[3]。
- 据1989年至2005年間的《中華民國年鑑》英文版記載，《中華民國國歌》於本次奧運會遴選為世界最佳國歌[4][5]。
- 朝鮮（時值朝鮮日治時期）運動員孫基禎在馬拉松項目取得金牌，成為首位奪得奧運金牌的韓國人。但孙只能代表日本上場，頒獎儀式上升日之丸國旗、演奏《君之代》國歌。而孙基祯当时拒绝以日文汉字签名，只签署朝文，甚至在签名旁边描画朝鲜半岛的外形，并肯定地对记者表示他的祖国是朝鲜。《东亚日报》当时刊登了孙基祯出席颁发礼的照片，但他身上的日本国旗被移走，结果被朝鲜总督府发现并拘禁了《东亚日报》的相关报社职员，《东亚日报》因此被迫停刊，日方将此次事件称为日章旗抹消事件[6]。
- 被懷疑可能是最早使用禁藥的奧運會，因為運動禁藥類固醇類在1935年由德國人發現。

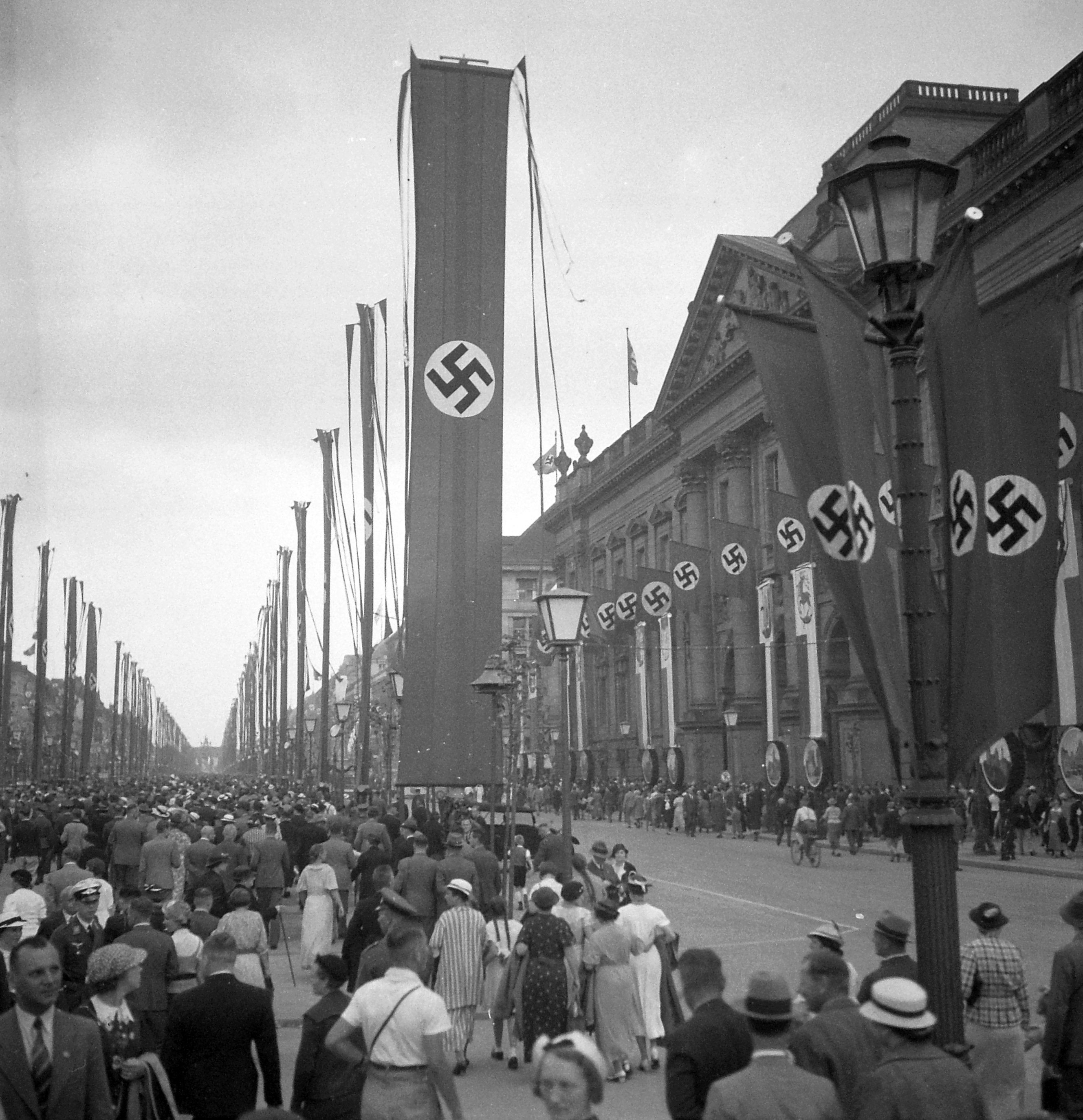
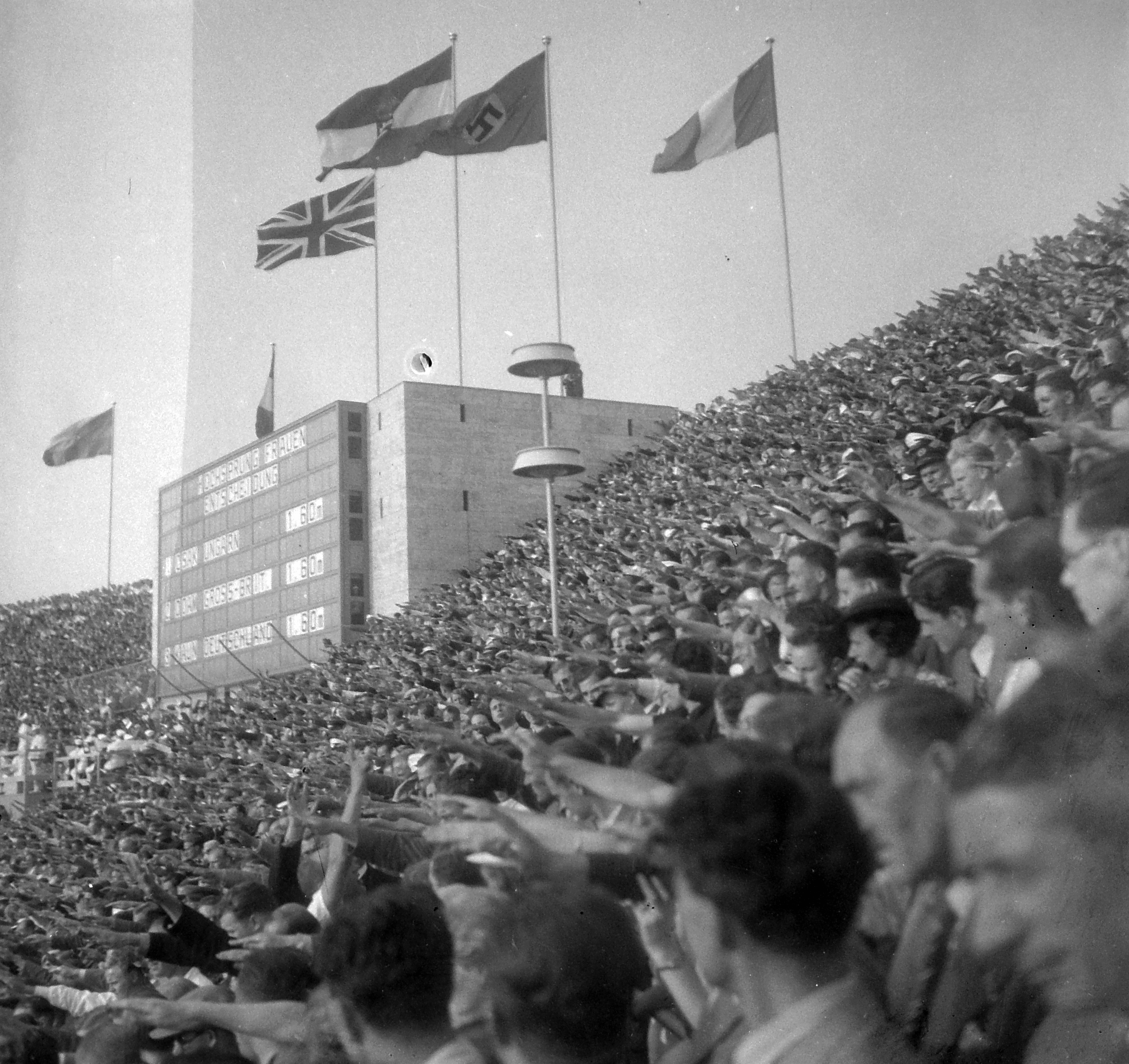
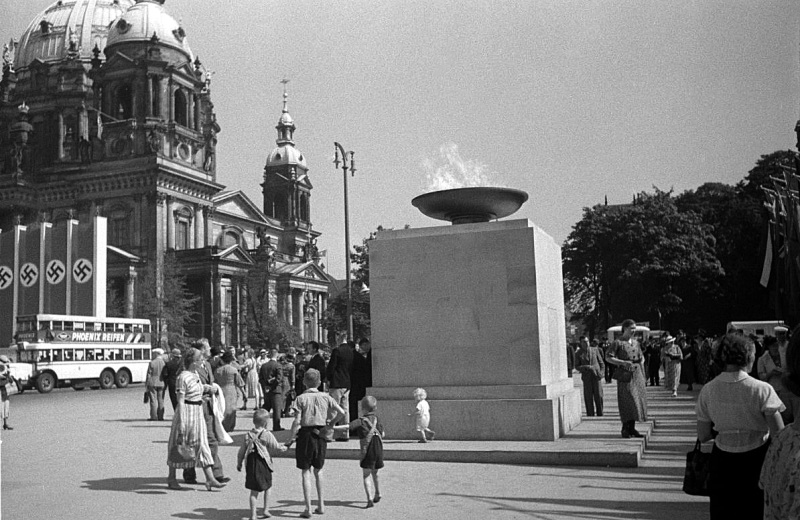
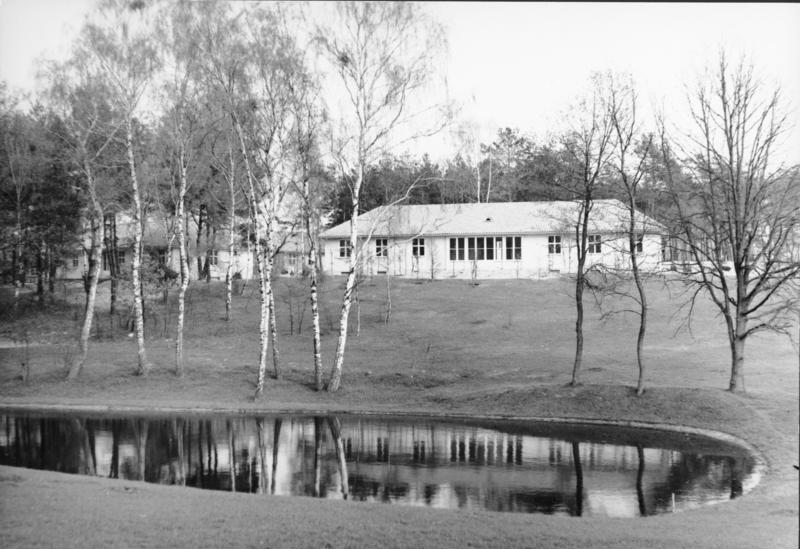
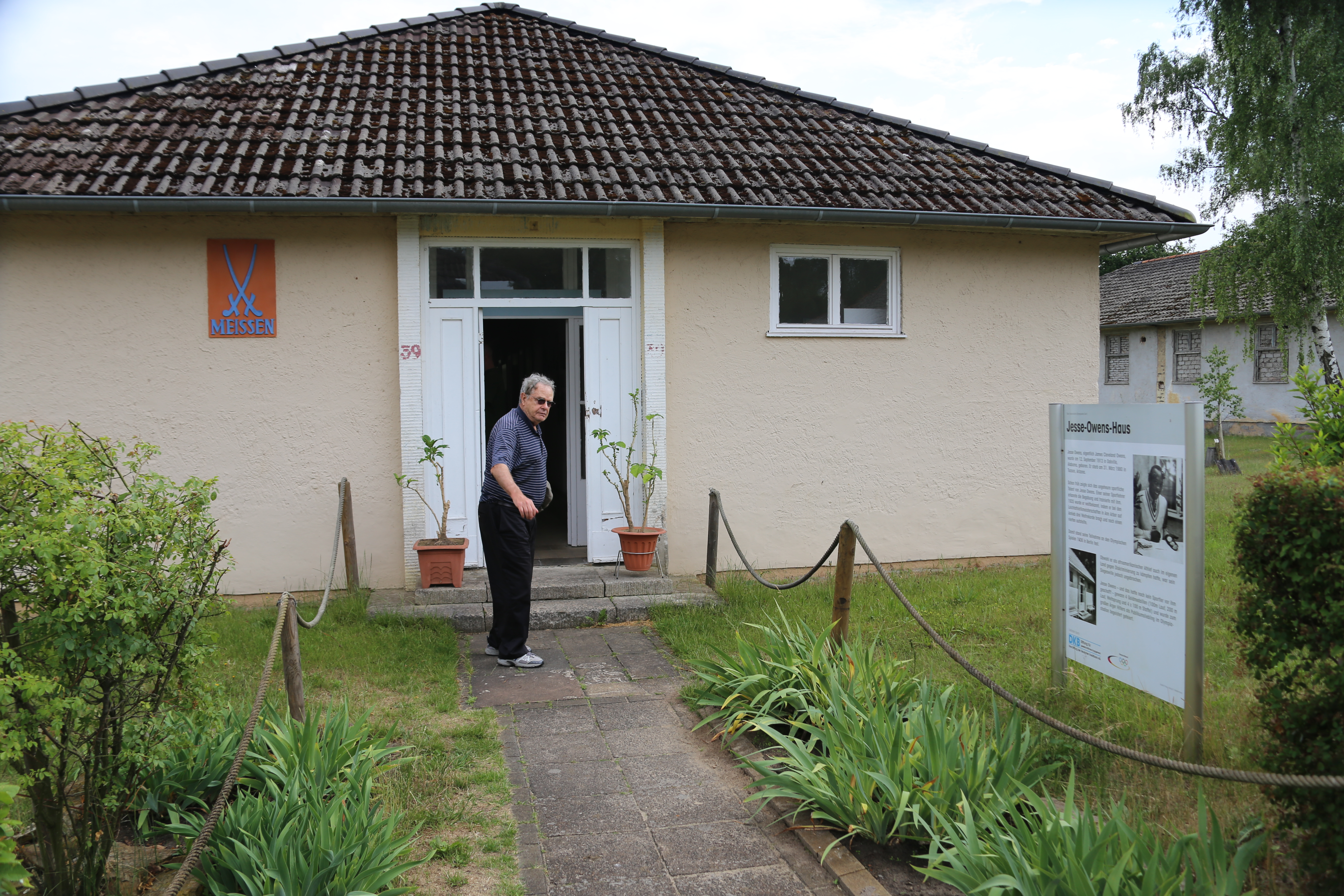
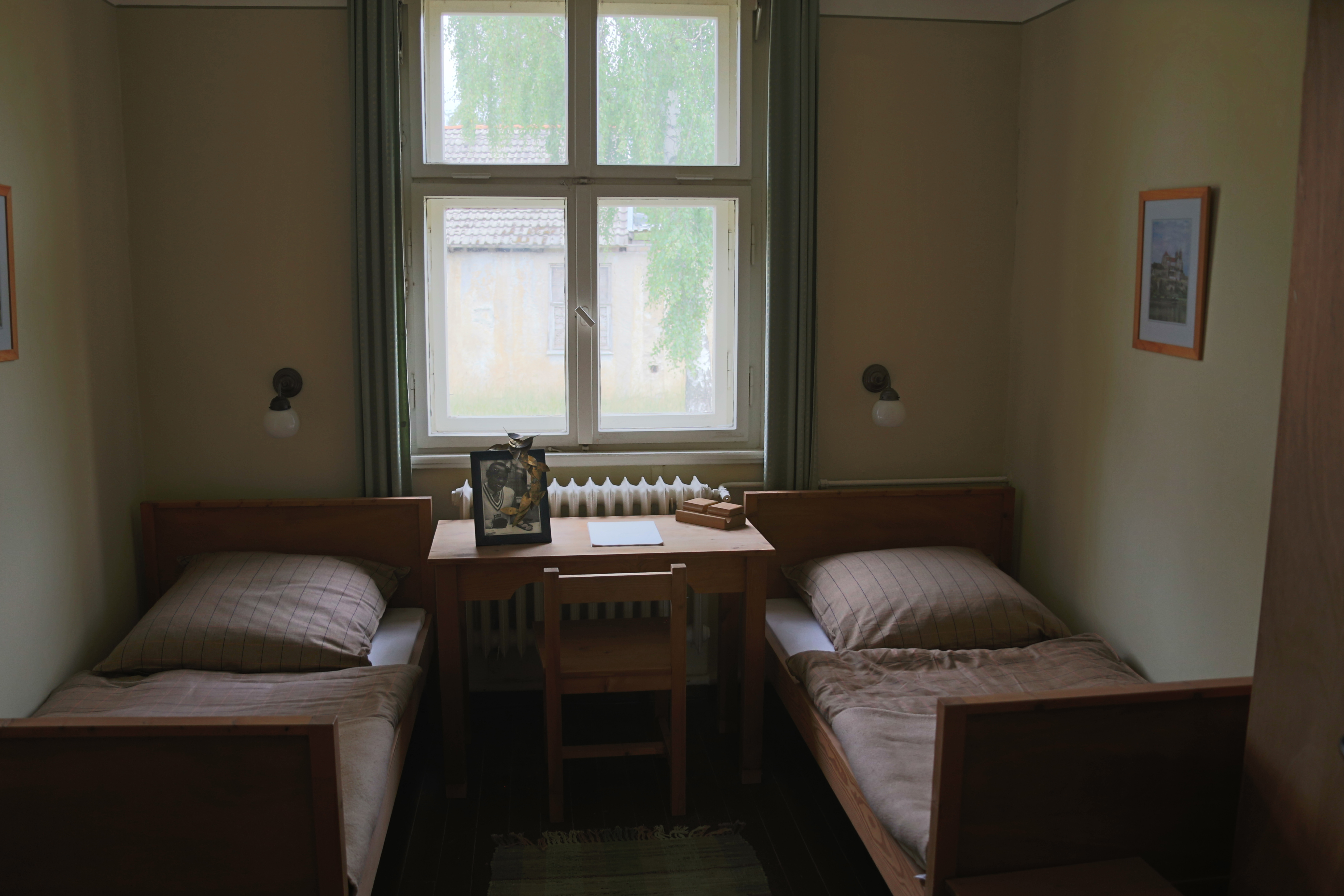
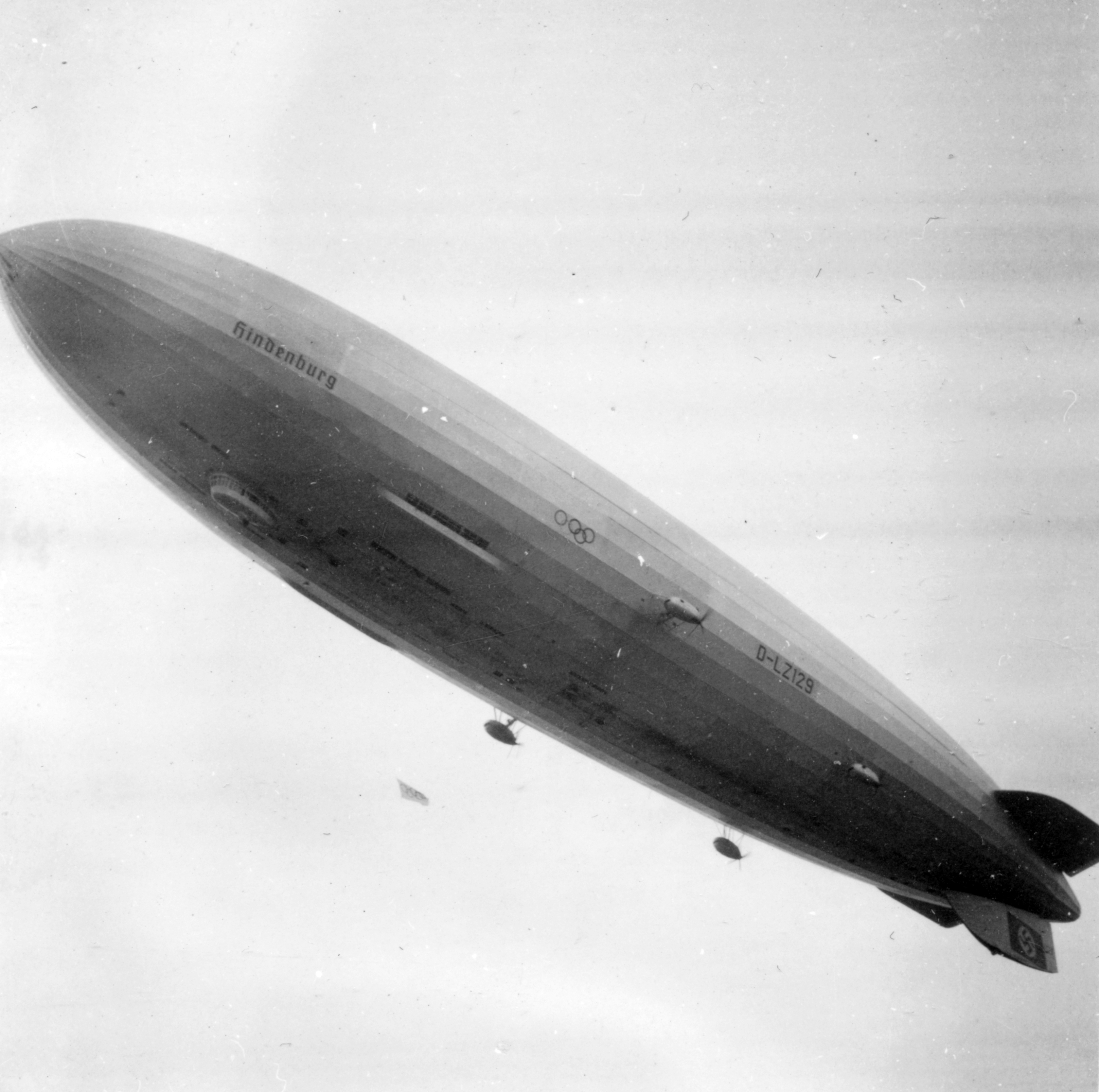

## 比赛项目
| - 田径 - 篮球 - 拳击 - 马术 - 击剑 - 足球 |  | - 体操 - 手球 - 马球 - 赛艇 - 帆船 - 射击 |  | - 举重 - 摔跤 - 自行车 - 皮划艇 - 曲棍球 - 现代五项 |  | - - 游泳 - 跳水 - 水球 |

### 表演项目

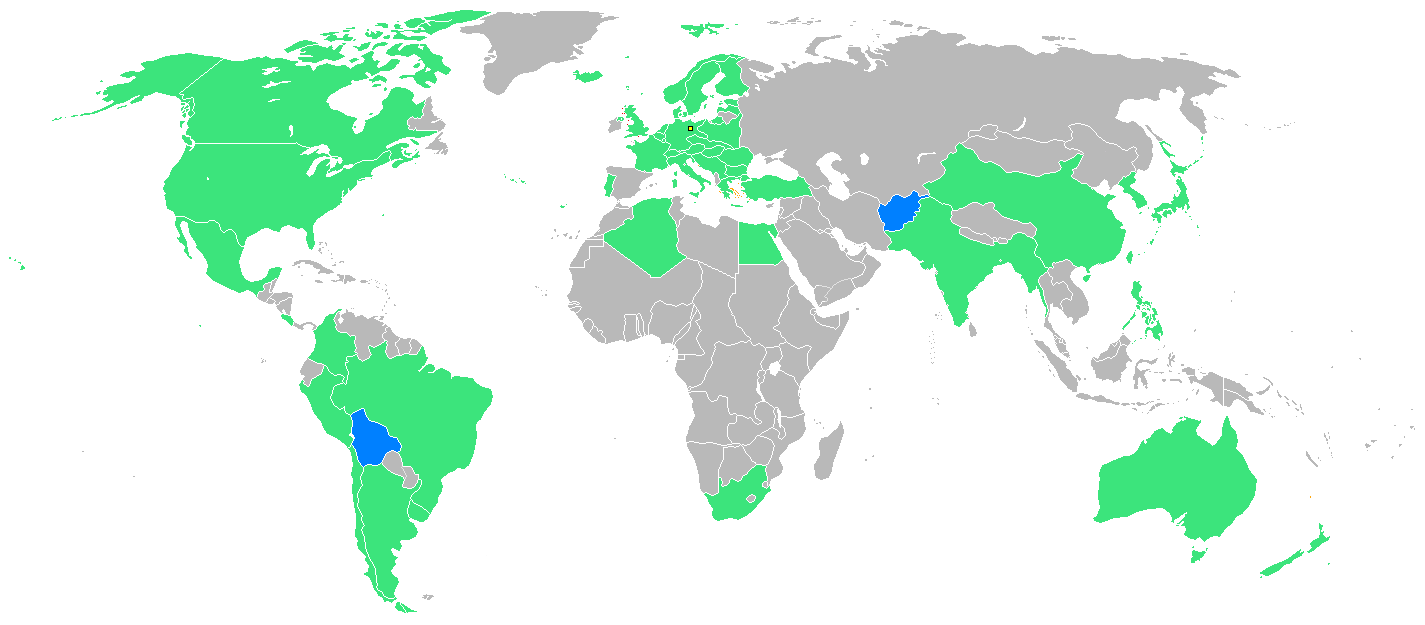
参赛国家及地区分布

- 棒球
- 滑翔

## 参赛国家及地区
一共有49个国家代表团参加了本届奥运会。其中阿富汗、百慕達、玻利維亞、哥斯达黎加、列支敦士登以及秘鲁都是首次参加奥运会。
按照運動員出場順序排序。
| - 希腊 - 埃及 - 阿富汗 - 阿根廷 - 比利时 - 百慕大 - 玻利维亚 - 巴西 - 保加利亚 - 智利 - 中华民国 - 哥伦比亚 - 哥斯达黎加 - 丹麦 - 爱沙尼亚 - 芬兰 |  | - 法国 - 英国 - 海地 - 荷兰 - 印度 - 冰岛 - 意大利 - 南斯拉夫 - 日本 - 加拿大 - 拉脱维亚 - 列支敦士登 - 卢森堡 - 马耳他 - 墨西哥 - 摩纳哥 - 新西兰 |  | - 挪威 - 奥地利 - 秘鲁 - 菲律宾 - 波兰 - 葡萄牙 - 罗马尼亚 - 瑞典 - 瑞士 - 南非 - 捷克斯洛伐克 - 土耳其 - 匈牙利 - 乌拉圭 - 美国 - 德国 |

## 奖牌榜
*   主办国家/地区（德国）
| 排名                      | 国家 / 地区               | 金牌 | 銀牌 | 銅牌 | 总计 |
| ------------------------- | ------------------------- | ---- | ---- | ---- | ---- |
| 1                         | 德国*                     | 38   | 31   | 32   | 101  |
| 2                         | 美国                      | 24   | 21   | 12   | 57   |
| 3                         | 匈牙利                    | 10   | 1    | 5    | 16   |
| 4                         | 意大利                    | 9    | 13   | 5    | 27   |
| 5                         | 芬兰                      | 8    | 6    | 6    | 20   |
| 6                         | 法国                      | 7    | 6    | 6    | 19   |
| 7                         | 瑞典                      | 6    | 5    | 10   | 21   |
| 8                         | 日本                      | 6    | 4    | 10   | 20   |
| 9                         | 荷兰                      | 6    | 4    | 7    | 17   |
| 10                        | 奥地利                    | 5    | 7    | 5    | 17   |
| 11                        | 瑞士                      | 4    | 9    | 5    | 18   |
| 12                        | 英国                      | 4    | 7    | 3    | 14   |
| 总计（共12个国家 / 地区） | 总计（共12个国家 / 地区） | 127  | 114  | 106  | 347  |